# Barycz Nowa
Barycz Nowa is een plaats in het Poolse district  Zwoleński, woiwodschap Mazovië. De plaats maakt deel uit van de gemeente Zwoleń en telt 317 inwoners.